# Fjallabyggð
Fjallabyggð – gmina w północnej Islandii, w regionie Norðurland eystra, w północnej części półwyspu Tröllaskagi, na zachód od fiordu Eyjafjörður. Północna część gminy rozdzielona jest trzema mniejszymi fiordami: kolejno od zachodu Siglufjörður, Héðinsfjörður i Ólafsfjörður. Gminę zamieszkuje około 2,0 tys. mieszk. (2018), z czego większość w dwóch głównych miastach: Siglufjörður (1183 mieszk.) i Ólafsfjörður (791 mieszk.).

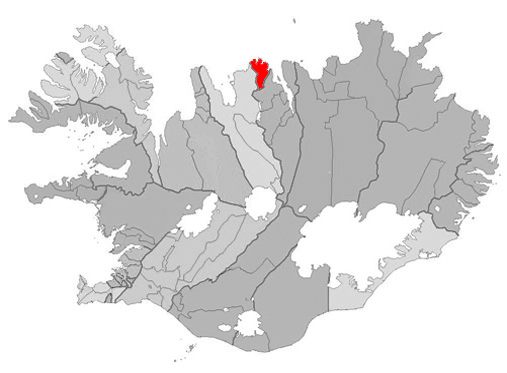
Położenie gminy Fjallabyggð na mapie administracyjnej kraju

Gmina powstała w 2006 roku z połączenia gmin Ólafsfjarðarbær i Siglufjarðarkaupstaður.
Gmina połączona jest z główną drogą krajową nr 1 drogami nr 76 (łączy się z nią w okolicach Varmahlíð) i nr 82 (w okolicach Akureyri). W pobliżu Siglufjörður działa port lotniczy Siglufjörður.